# Lindshammar
Lindshammar är en småort i Uppvidinge kommun, Kronobergs län och i Vetlanda kommun i Jönköpings län i Småland belägen i Nottebäcks socken och Södra Solberga socken.
I närheten av samhället finns Mörrumsåns källflöden.

## Befolkningsutveckling
| Befolkningsutvecklingen i Lindshammar 1965–2020               | Befolkningsutvecklingen i Lindshammar 1965–2020 | Befolkningsutvecklingen i Lindshammar 1965–2020 | Befolkningsutvecklingen i Lindshammar 1965–2020 | Befolkningsutvecklingen i Lindshammar 1965–2020 |
| ------------------------------------------------------------- | ----------------------------------------------- | ----------------------------------------------- | ----------------------------------------------- | ----------------------------------------------- |
|                                                               |                                                 |                                                 |                                                 |                                                 |
| År                                                            |                                                 |                                                 | Folkmängd                                       | Areal (ha)                                      |
| 1965                                                          | 1965                                            |                                                 | 228                                             |                                                 |
| 1970                                                          | 1970                                            |                                                 | 238                                             |                                                 |
| 1975                                                          | 1975                                            |                                                 | 208                                             |                                                 |
| 1990                                                          | 1990                                            |                                                 | 103                                             | 21#                                             |
| 1995                                                          | 1995                                            |                                                 | 99                                              | 33#                                             |
| 2000                                                          | 2000                                            |                                                 | 69                                              | 32#                                             |
| 2005                                                          | 2005                                            |                                                 | 70                                              | 32#                                             |
| 2010                                                          | 2010                                            |                                                 | 68                                              | 31#                                             |
| 2015                                                          | 2015                                            |                                                 | 62                                              | 36#                                             |
| 2020                                                          | 2020                                            |                                                 | 67                                              | 35#                                             |
| Anm.: Ny tätort 1965. Upphörde som tätort 1980. # Som småort. |                                                 |                                                 |                                                 |                                                 |

## Näringsliv
På orten finns Lindshammars glasbruk som är nedlagt sedan 2008. Sommartid drivs café och Bed&Breakfast i de gamla arbetarbostäderna vid glasbruket. Vägkrogen Smultronstället drevs fram till 1998, fastigheten ägs idag av Uppvidinge kommun och byggnaden är numera riven vilket skedde under 2020.

## Bildgalleri

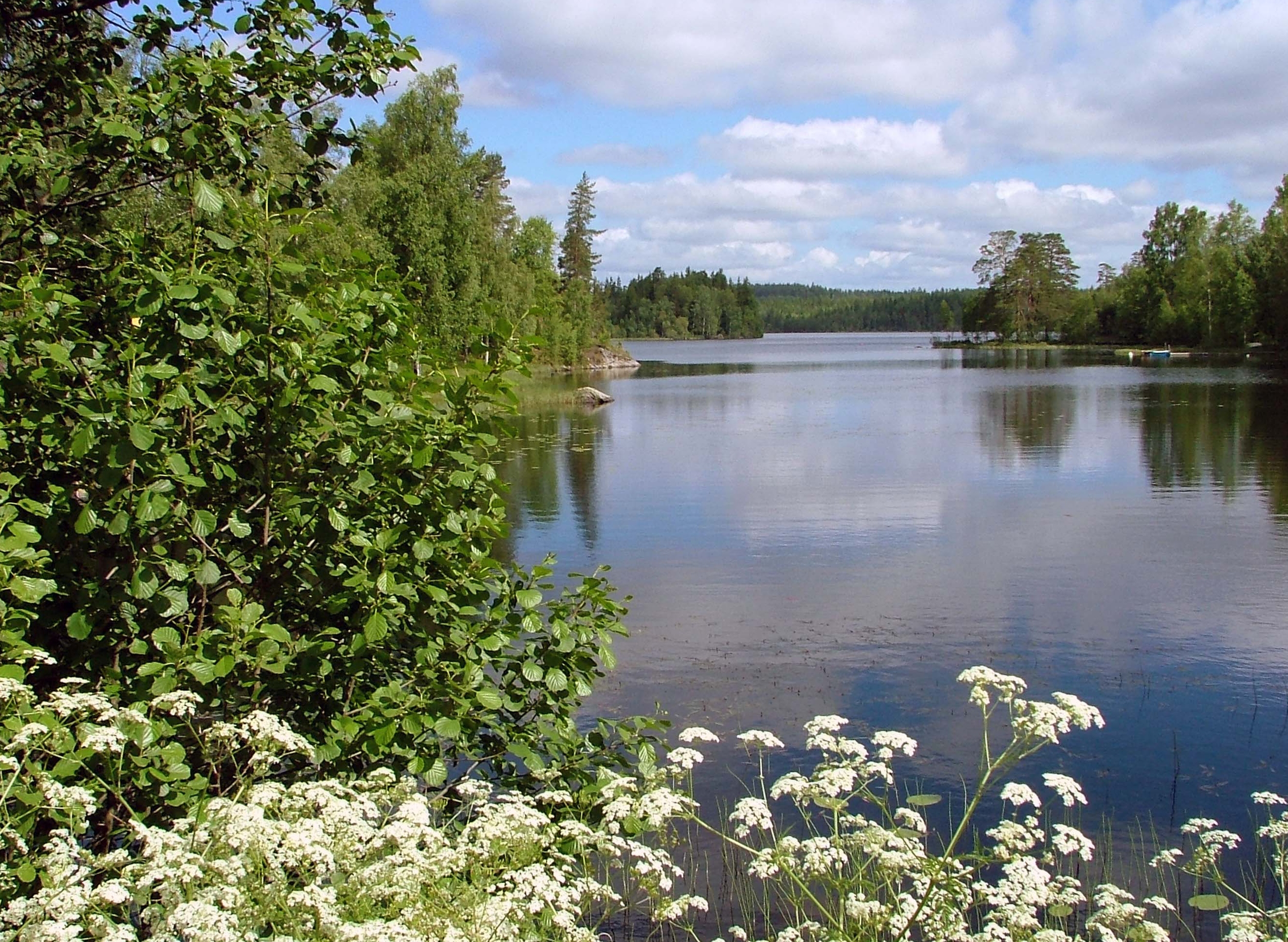
Boskvarnasjön
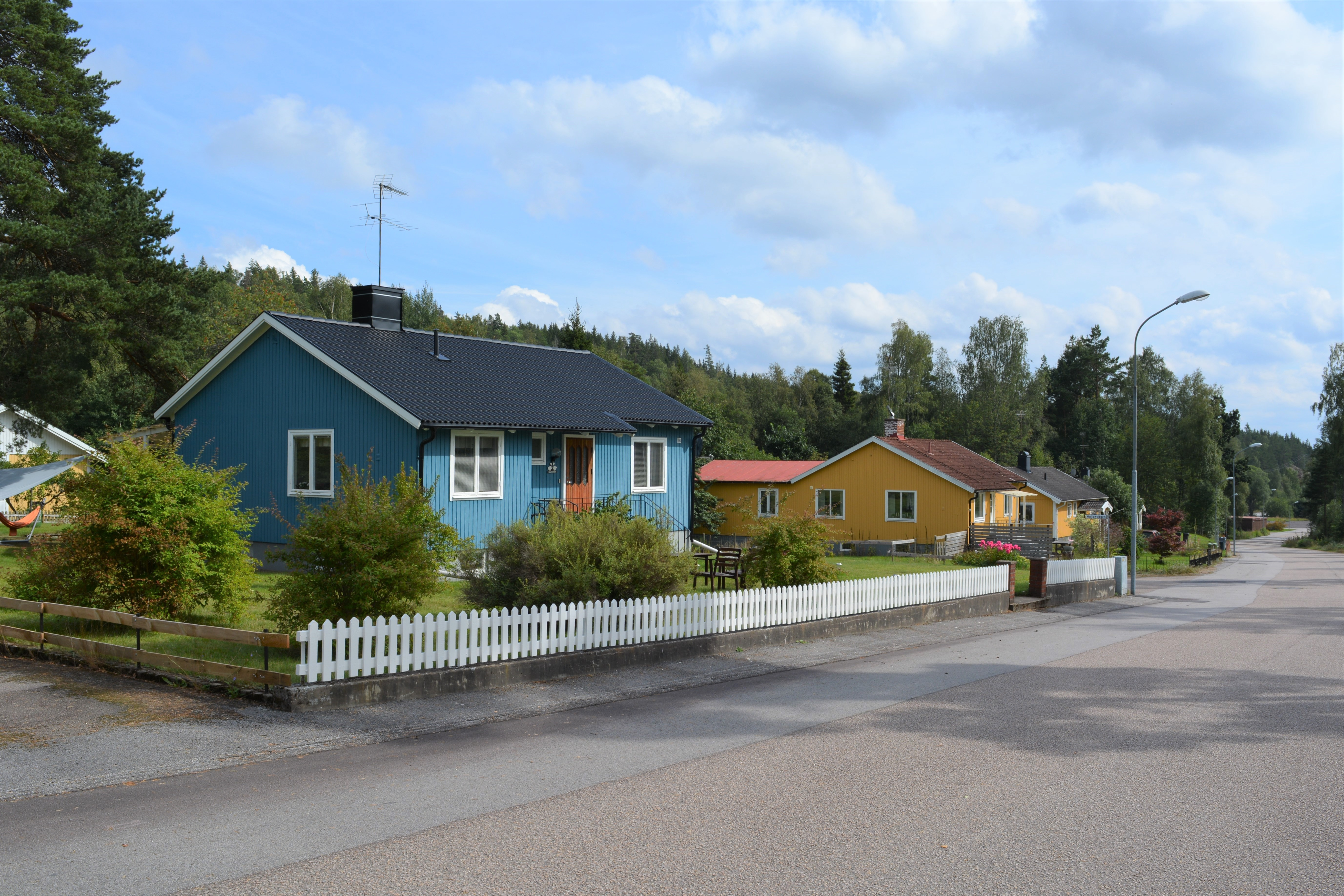
Villabebyggelse
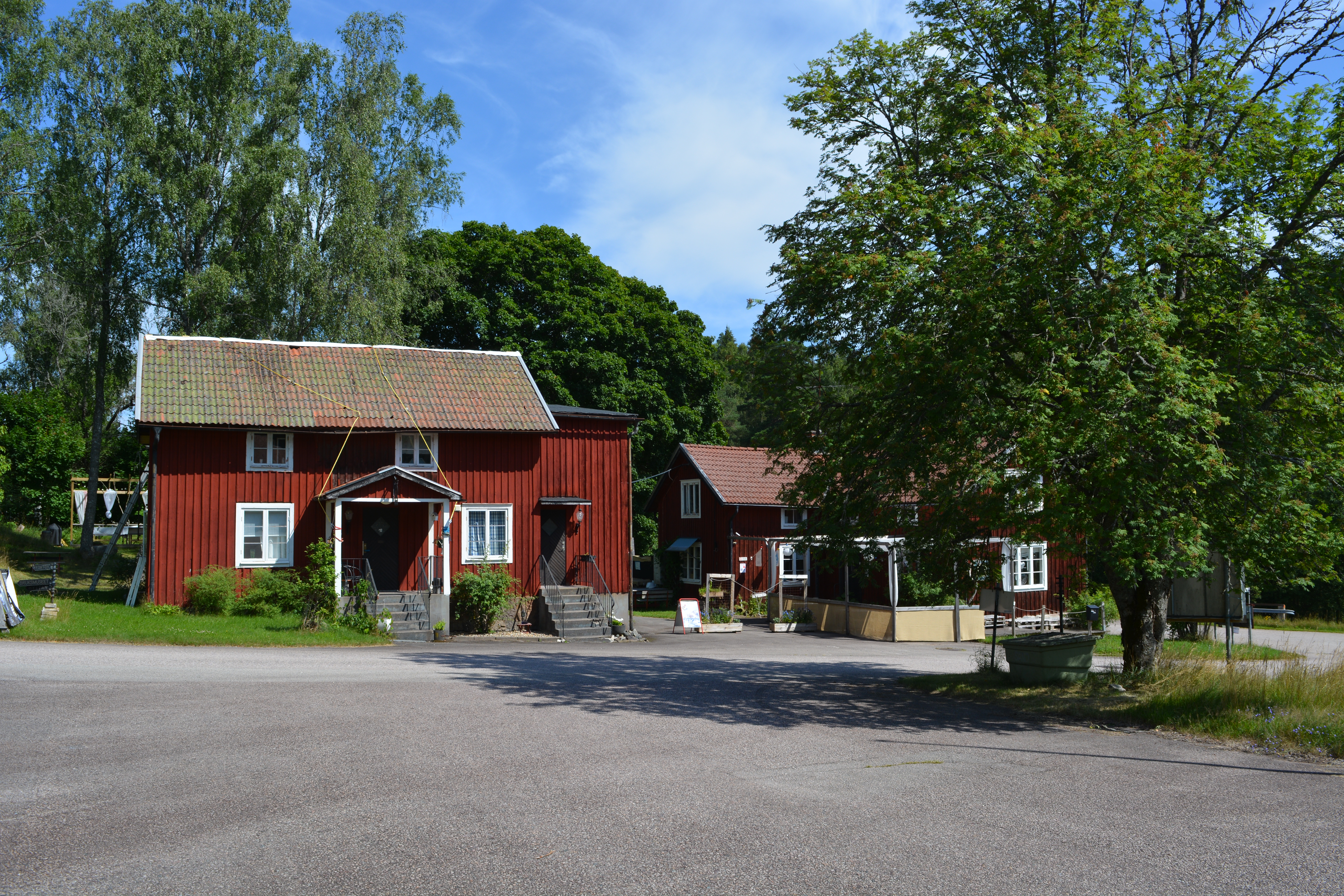
Café Sergel
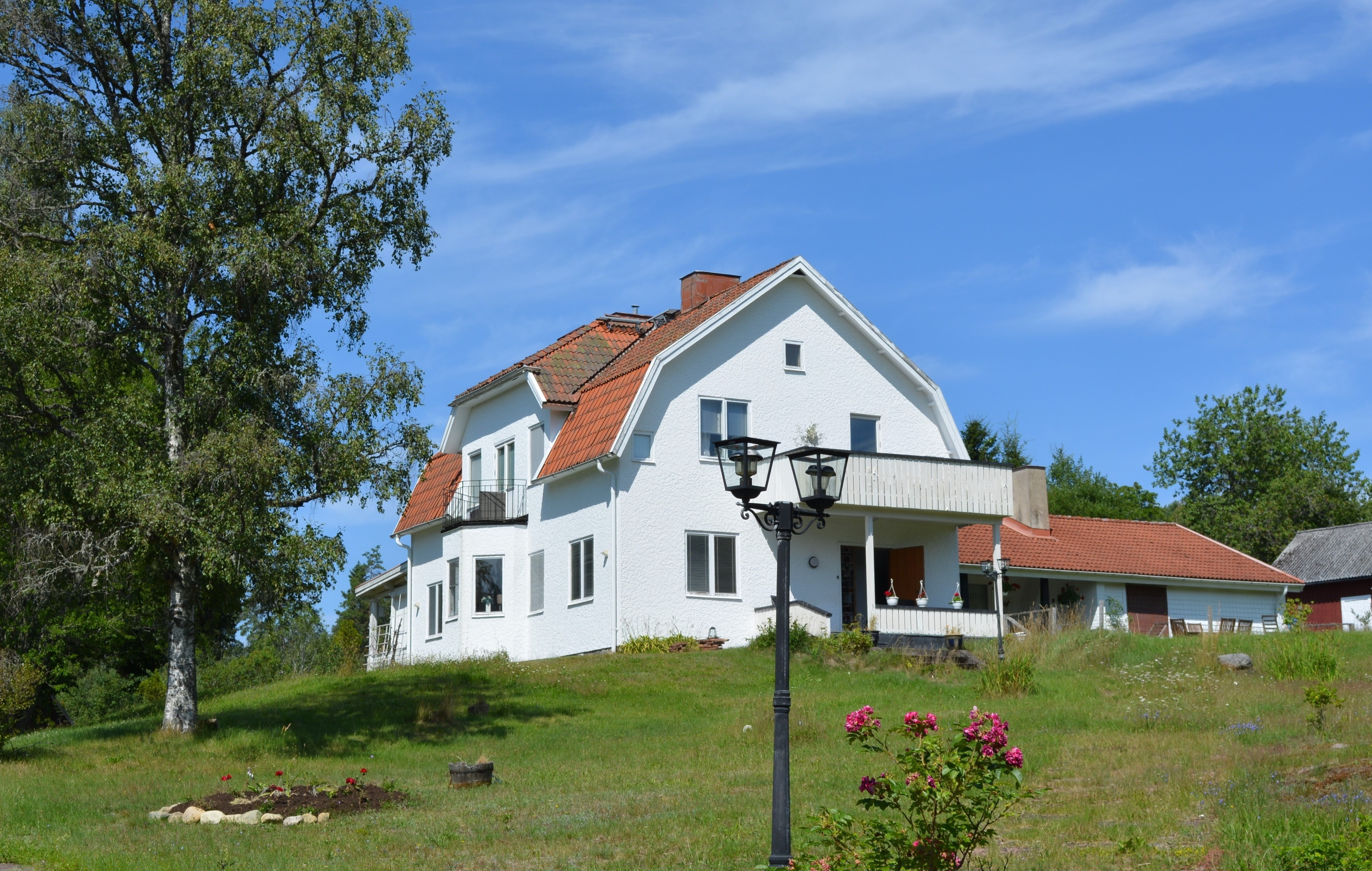
Disponentvillan